# Bisdom San Pedro

Het bisdom binnen Paraguay

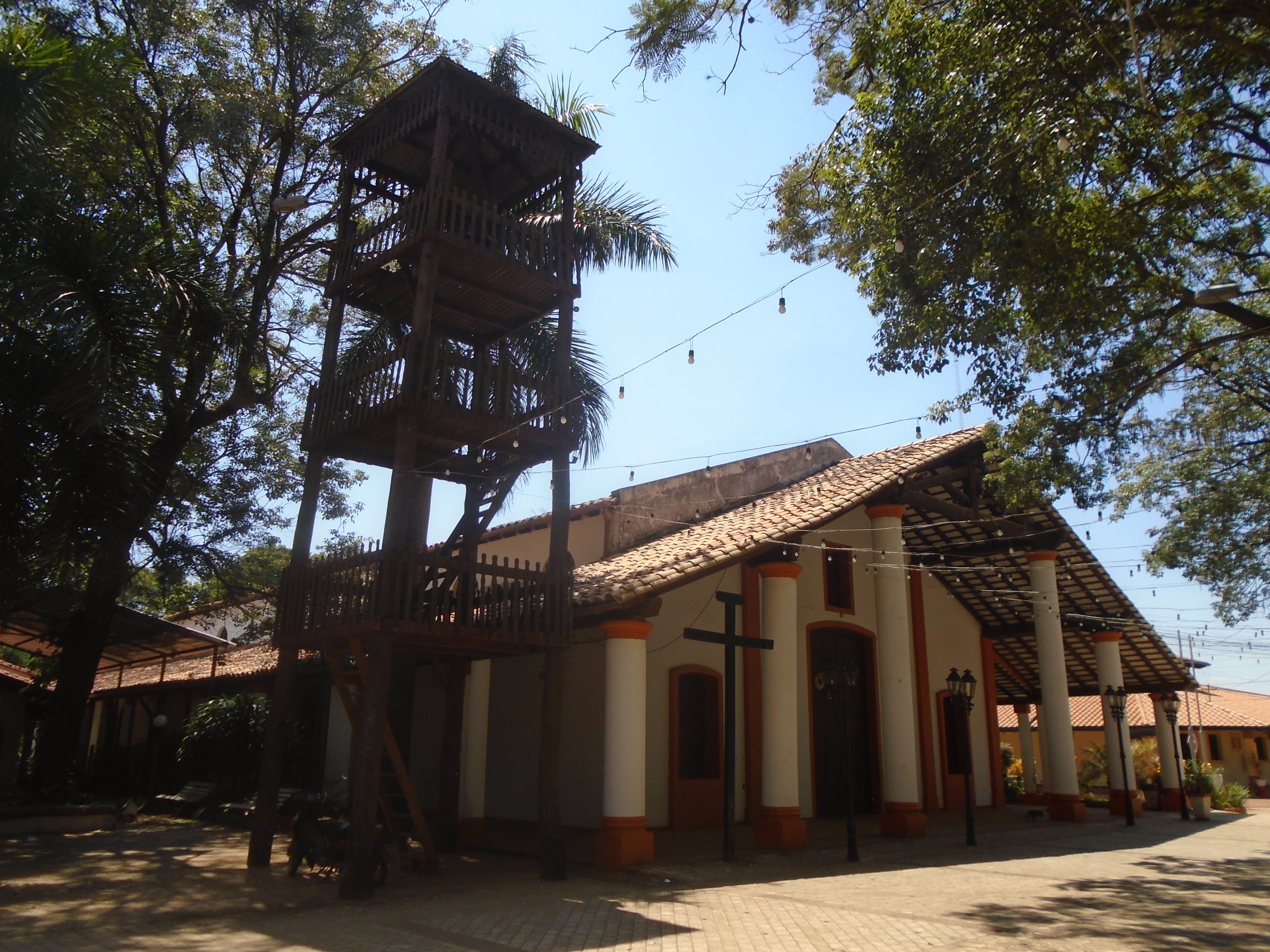
Kathedraal San Pedro Apóstol

Het bisdom San Pedro (Latijn: Dioecesis Sancti Petri Apostoli) is een rooms-katholiek bisdom met als zetel San Pedro de Ycuamandiyú in Paraguay. Het bisdom is suffragaan aan het aartsbisdom Asunción. Het bisdom werd opgericht in 1978.
In 2020 telde het bisdom 22 parochies. Het bisdom heeft een oppervlakte van 20.002 km² en telde in 2020 483.000 inwoners waarvan 76,6% rooms-katholiek waren. 

## Bisschoppen
- Oscar Páez Garcete (1978-1993)
- Fernando Armindo Lugo Méndez, S.V.D. (1994-2005)
- Adalberto Martínez Flores (2007-2012)
- Pierre Laurent Jubinville, C.S.Sp. (2013-)

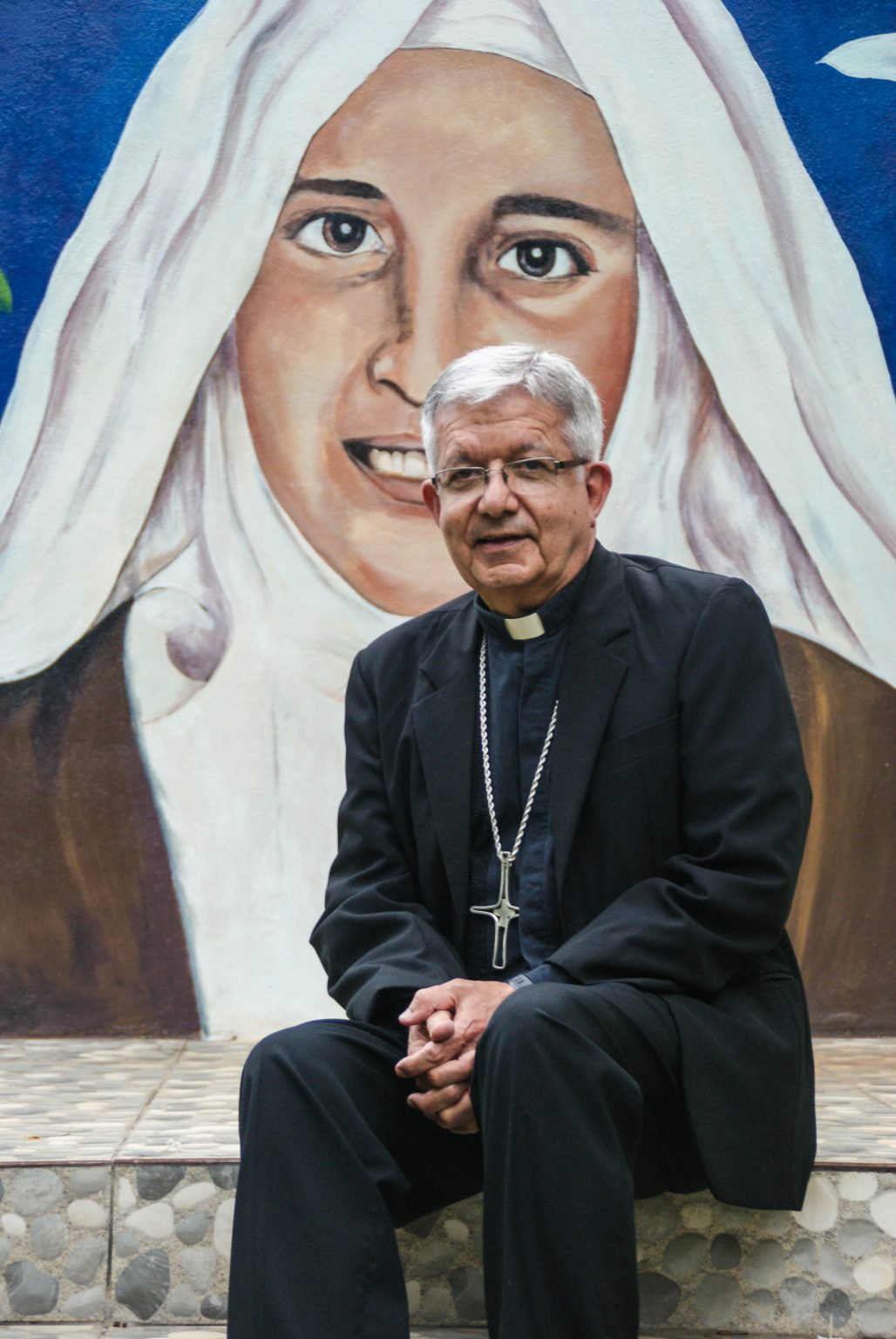
Adalberto Martínez Flores